# Charles Zentai
Charles Zentai (8 de octubre de 1921-13 de diciembre de 2017) nacido como Károly Steiner fue un residente en Australia de origen húngaro acusado de un crimen de guerra relacionado con el Holocausto. Residió en Perth, Australia Occidental, durante muchos años después de haber vivido en las zonas ocupadas por Estados Unidos y Francia en la Alemania posterior a la Segunda Guerra Mundial.
Estuvo en la lista del Centro Simon Wiesenthal de los criminales de guerra nazis más buscados hasta 2013.

## Antecedentes
Zentai, que negó los cargos que se le imputaban, servía en el ejército húngaro como suboficial mayor en el momento en que fue acusado de haber asesinado a Péter Balázs, un judío de 18 años, en noviembre de 1944. Según los testigos, Balázs no llevaba su estrella amarilla en el tren, un delito castigado con la muerte en la Hungría ocupada por los alemanes en aquella época. Zentai lo llevó supuestamente a un cuartel del ejército, lo golpeó hasta la muerte y arrojó su cuerpo al Danubio.
Zentai fue localizado por el Centro Simon Wiesenthal, que también dirigió los esfuerzos para extraditarlo a Hungría para que fuera juzgado por un tribunal militar. Efraim Zuroff, director del Centro Simon Wiesenthal, presentó las acusaciones contra Zentai a los fiscales húngaros.
Zentai fue detenido el 8 de julio de 2005 por la Policía Federal Australiana a la espera de una audiencia de extradición. La familia de Zentai dijo entonces que el viudo, de 86 años, padecía una enfermedad cardíaca y una neuropatía periférica, y que no sobreviviría al viaje a Hungría.

## Lucha por la extradición
A principios de 2007, un magistrado determinó que debía regresar a Hungría. Zentai recurrió la extradición ante el Tribunal Federal de Australia, que el 16 de abril de 2007 desestimó el recurso.
Un recurso ante el Tribunal Superior en 2008 también fue desestimado. El director del Centro Simon Wiesenthal, Efraim Zuroff, dijo que estaba muy satisfecho de que se hubieran rechazado los recursos de Zentai y de que "el proceso de extradición pueda finalmente seguir adelante".
El 1 de octubre de 2007 salieron a la luz nuevas pruebas: un testimonio del comandante militar de Zentai que fue utilizado en un juicio en el Tribunal Popular de Budapest en febrero de 1948. Este comandante culpó a un compañero de armas que posteriormente fue condenado.
El 2 de marzo de 2009, Zentai pasó la prueba del polígrafo realizada por Gavin Willson, de National Lie Detectors. En las entrevistas, Willson no expresó "ninguna duda" de que Zentai le decía la verdad.
Los abogados de Zentai siguieron argumentando en contra de la extradición, alegando que el delito de "crímenes de guerra" no existía en Hungría en 1944, cuando tuvo lugar el supuesto crimen.
Zentai permaneció en libertad bajo fianza mientras su caso era recurrido de nuevo ante el pleno del Tribunal Federal. El gobierno australiano aprobó la extradición de Zentai a Hungría el 12 de noviembre de 2009, convirtiendo el caso de Zentai en el primero en el que un gobierno australiano aprueba la extradición de un sospechoso nazi.
Tras un nuevo recurso, el Tribunal Federal anuló la orden de extradición el 2 de julio de 2010. Durante la apelación, los abogados defensores de Zentai argumentaron que no se podía extraditar a Zentai, ya que las autoridades húngaras no le habían acusado de ningún delito y, en cambio, sólo se le ordenaba regresar para ser interrogado. El tribunal consideró que el gobierno no tenía jurisdicción para ordenar la extradición de Zentai.
A principios de enero de 2011, el ministro del Interior australiano, Brendan O'Connor, presentó un recurso ante el Tribunal Federal contra la decisión (que como las autoridades húngaras no habían presentado cargos, el gobierno australiano no tenía la facultad legal de extraditarlo).
El 15 de agosto de 2012, la Corte Suprema de Australia dictaminó que Zentai, de 90 años, no podía ser extraditado porque el delito de "crimen de guerra" no existía en la legislación húngara en 1944, lo que es un requisito según el tratado de extradición de Australia con Hungría.
Zentai falleció en Perth el 13 de diciembre de 2017, a la edad de noventa y seis años.